# John Goddard
John Goddard (29 de julho de 1924 - 17 de março de 2013) foi um aventureiro estadunidense conhecido por suas 127 metas de vida que estipulou quando tinha 15 anos das quais cumpriu 109. Eram metas ambiciosas, que incluíam escalar as maiores montanhas do mundo, estudar tribos nativas, aprender a usar instrumentos de caça e até mesmo bumerangues, aprender a dirigir aviões, aprender outras línguas, entre outras.